# Formula 1 australiana

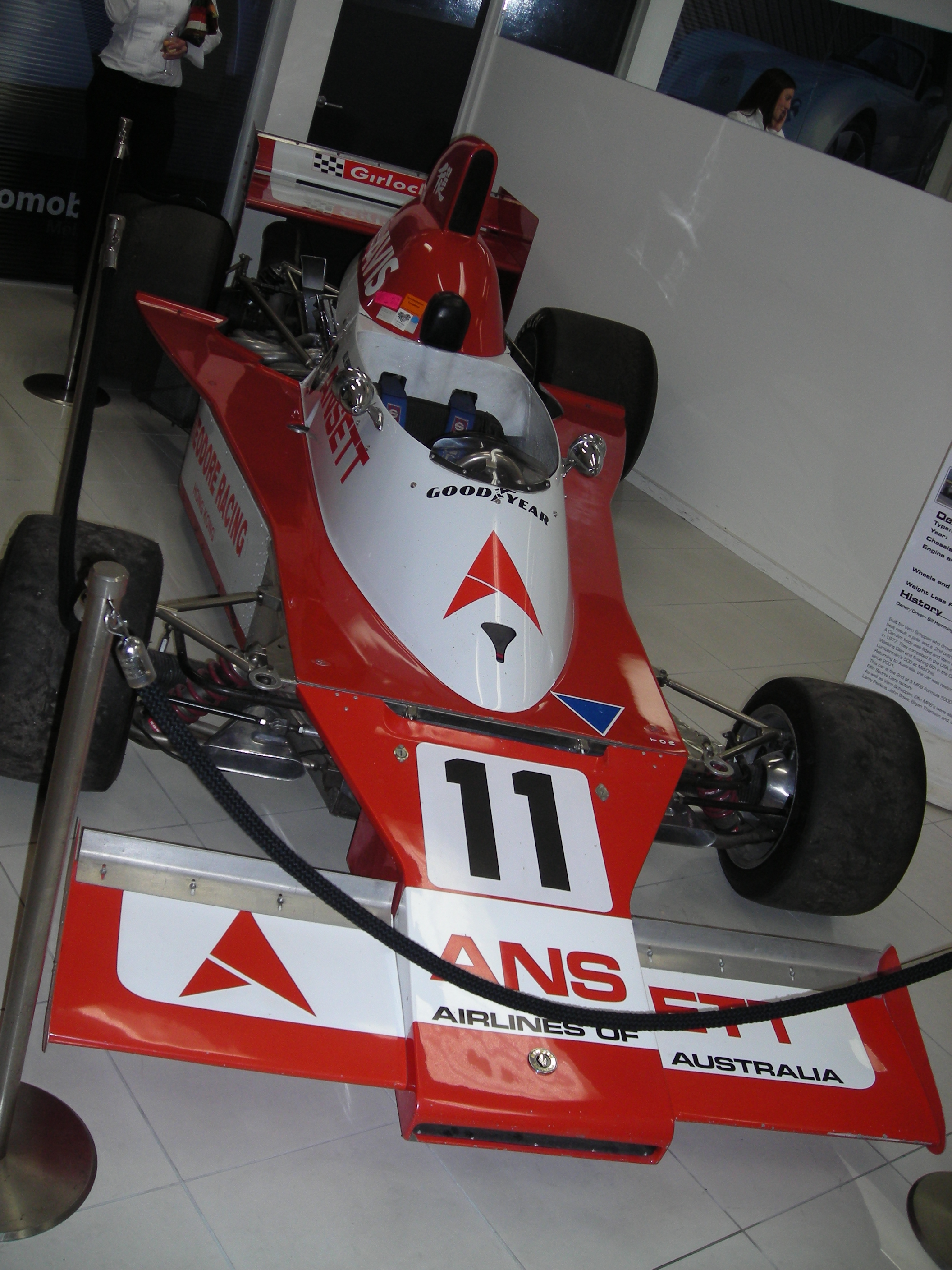
Elfin MR8 - una vettura di F5000 usata nell'AF1.

La Formula 1 australiana (in inglese Australian Formula 1), in breve AF1, fu una serie motoristica per vetture a ruote scoperte che si corse in Australia tra il 1970 e il 1983.
L'AF1 fu creata dalla Confederation of Australian Motor Sport, che, inizialmente, la riservò a vetture con motore non sovralimentato,  utilizzante carburante commerciale, con cilindrata non superiore a 2.500 cc,. L'AF1, di fatto, fu l'erede dell'Australian National Formula che era stata la più importante categoria motoristica del paese e che era sorta nel 1964
Il 23 febbraio 1971 il regolamento dell'AF1 fu modificato aprendo la categoria a vetture con motore di cilindrata da 5.000 cc V8 (in pratica le vetture di Formula 5000) e quelle motorizzate con motori non sovralimentati da 8 cilindri o meno, con più di 2000 cm³. L'opzione con motori meno potenti venne non più permessa dopo il 1976..
Nel marzo 1979 divennero utilizzabili le vetture di Formula Pacific (con motori da 1.600 cm³ con 4 cilindri, derivati dalla produzione) accanto alle vetture di F5000  e nel 1980 vennero introdotte anche le vetture di Formula 1 con motori da 3.000 cm³.  Per il 1982 la categoria venne ristretta alle sole vetture di Formula Pacific.  Nel 1983 la CAMS adottò vetture di  Formula Mondial ma permise comunque l'utilizzo di quelle della Formula Pacific. (Formula Mondial erano delle vetture approvate secondo standard dalla FIA molto simili a quelle della Formula Pacific ma utilizzanti solo motori da 1.600 cm³ del tipo  Ford Cosworth BDA con 4 cilindri.). L'anno seguente la CAMS cambiò il nome della categoria da “Australian Formula 1” a  “Formula Mondial”.
Il Australian Drivers' Championship (per il CAMS Gold Star award) fu aperto a piloti dell'AF1 per l'intera vita della categoria. Durante questo periodo il nome Australian F1 fu spesso usato come sinonimo di  Australian Drivers Championship tuttavia il secondo è quello ufficialmente riconosciuto dalla Confederation of Australian Motor Sport.
Tra il 1970 e il 1983 il Gran Premio d'Australia fu riservato a vetture dell'AF1. L'edizione del 1970 fu aperta anche a vetture di F5000 così come quella del 1981 fu limitata alle sole vetture di Formula Pacific.